# Pipreola riefferii
Pipreola riefferii là một loài chim trong họ Cotingidae.
Loài chim này được tìm thấy ở Colombia, Ecuador, Peru, và Venezuela, nơi môi trường sống của chúng rừng núi ẩm nhiệt đới hoặc cận nhiệt đới. Do phạm vi phân bố và số lượng, loài này này không được phân loại là loài dễ bị tổn thương.